# Mina Hubbard
Pour les articles homonymes, voir Hubbard et Benson.
Mina Hubbard (née Mina Adelaine Benson le 15 avril 1870 à Bewdley et morte le 4 mai 1956 à Coulsdon (Grand Londres)) est une exploratrice canadienne. Elle est la première femme à explorer et à cartographier le Labrador. Son voyage demeure dans les annales de l'exploration canadienne.

## Biographie

### Origines et carrière
Née en avril 1870 dans une ferme près de Bewdley, en Ontario, Mina Benson est la septième enfant d'une fratrie de huit, issue d'une famille nombreuse de modestes pommiculteurs. Fille de l'immigrant irlandais James Benson et de l'immigrante anglaise Jane Wood, elle reçoit une éducation primaire dans l'école du village avant d'être pensionnaire à Cobourg durant deux ans. À 16 ans, elle devient institutrice, poste qu'elle occupe entre 1886 et 1896 à Bewdley puis elle fait des études d'infirmière dont elle sort diplômée en 1899. 
Elle poursuit sa carrière comme assistante infirmière-chef dans un petit hôpital de Staten Island à New York. En 1900, elle y rencontre le journaliste Leonidas Hubbard (en), hospitalisé pour une fièvre typhoïde ; ils se marient le 31 janvier 1901. Le couple part pour cinq mois en voyage de noces dans la nature sauvage du sud-est des États-Unis. Leonidas Hubbard meurt en exploration le 18 octobre 1903.
En 1908, elle épouse l'Anglais Harold Ellis avec qui elle a trois enfants ; ils divorcent en 1926.

### Expéditions

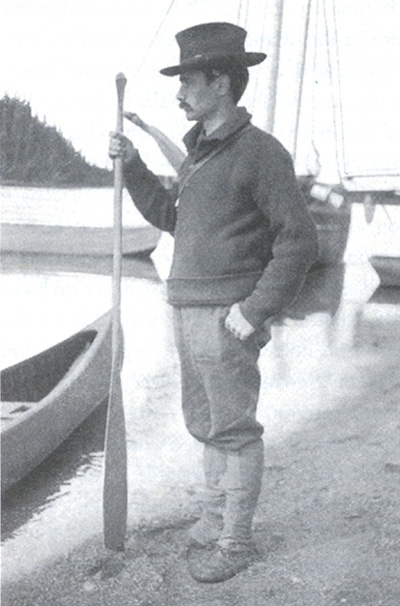
Leonidas Hubbard lors de l'expédition de 1903.

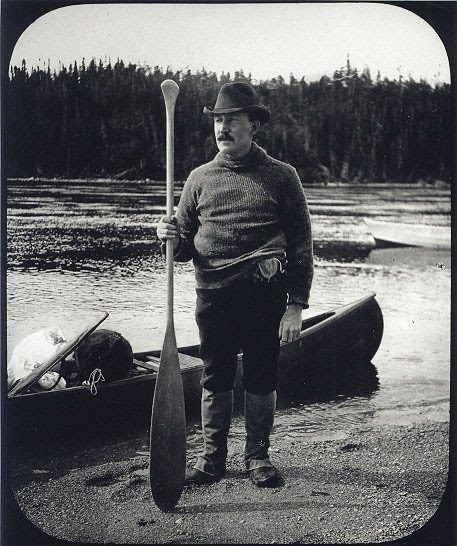
Dillon Wallace lors de l'expédition de 1903.

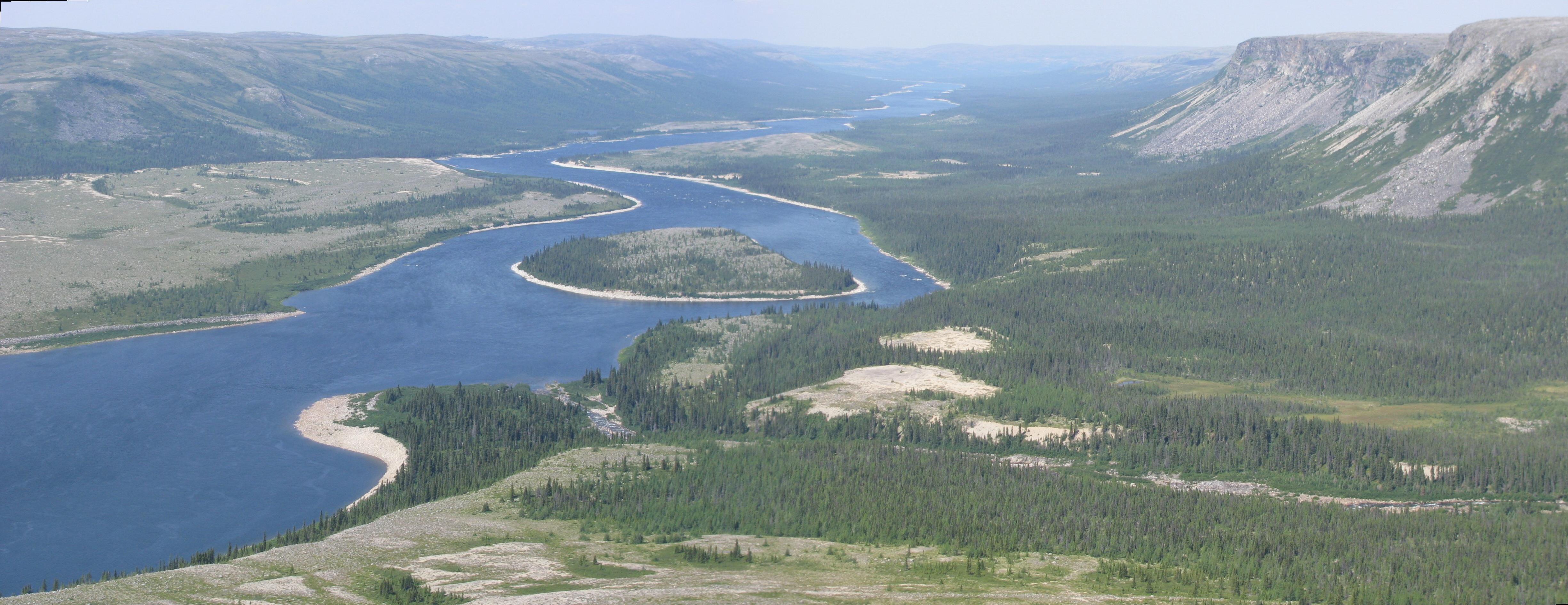
La rivière George et les monts Pyramides.

En 1903, Mina Hubbart accompagne son premier mari en expédition au Labrador. Passionné par le plein air, la chasse et la pêche, Leonidas Hubbard travaille pour le magazine américain Outing et réalise à ce moment un reportage sur une expédition dans les terres inexplorées du Labrador. 
Avec l'avocat Dillon Wallace (en) et le guide amérindien George Elson, de Missanabie (en), le couple Hubbard se rend à Halifax puis à Terre-Neuve pour enfin rejoindre le Labrador[réf. nécessaire]. Mina Hubbard laisse alors son mari partir en expédition. Mal équipés et mal renseignés sur la piste à suivre, ils connaissent l'échec ; Leonidas Hubbard meurt de faim, de froid et d'épuisement le 18 octobre 1903, sur les bords de la rivière Susan. À la suite de l'expédition tragique, Mina Hubbard demande à Dillon Wallace de raconter cette expérience, en souvenir de son mari. Il publie alors Lure of the Labrador Wild qui devient un succès commercial en Amérique. Toutefois, Mina Hubbard en vient à croire que Wallace était responsable de la mort de son mari dont la réputation est entachée par le livre,.
En 1905, alors que Wallace prévoit de monter une nouvelle expédition pour achever l'objectif de 1903, Mina Hubbard met sur pied une équipe pour faire la même chose, en mémoire de son mari. Le 27 juin 1905, Mina Hubbard prend la tête d'une petite équipe bien outillée, bien préparée et surtout plus compétente constituée de George Elson (qui avait participé à l'expédition précédente), Job Chapies, Joseph Iserhoff, Gilbert Blake et de deux guides métis, cris et inuits, pour explorer le territoire non cartographié du nord du Labrador pendant neuf semaines,. Le départ se fait à North West River et le point d'arrivée prévu est George River Post dans la baie d'Ungava. 
Dillon Wallace part le même jour, du même endroit, pour tenter de réaliser le même exploit mais en empruntant des chemins de portages. La presse qualifie les deux expéditions de « course » ; une attention considérable leur est accordé dans les nouvelles locales bien que les deux parties n'aient jamais communiqué avant ou pendant l'expédition.
Après un voyage de 576 milles (926 km) à travers la nature sauvage du Labrador, l'équipe de Mina Hubbard arrive dans les délais prévus (malgré les retards météorologiques début d'août lorsqu'ils atteignent le bassin versant du lac Michikamau) le 20 août 1905 quand celle de Wallace arrive le 16 octobre, sept semaines plus tard. Elle devient la première personne d'ascendance européenne à avoir parcouru la Rivière George de sa source à son embouchure. 
L'expédition Hubbard permet de confirmer que le Nascaupee, le lac Seal et le lac Michikamau font partie du même bassin versant et que la rivière Northwest et le Nascaupee ne constituent en fait qu'un seul et même cours d'eau. De plus, Hubbard a pris des notes détaillées sur la topographie, la géologie, la flore et la faune. 
En 1906, elle publie une carte des rivières et des lacs explorées durant son expédition dans la revue Harper's Monthly et deux articles dans le Bulletin of the American Geographical Society. En 1908, Hubbard publie l'ouvrage A Woman’s Way through Unknown Labrador: An Account of the Exploration of the Nascaupee and George River dans lequel elle décrit son expédition, ses rencontres avec les Indiens Naskapis et Montagnais et les derniers grands troupeaux de caribous du Labrador. Elle donne également une série de conférences au Canada, aux États-Unis et en Angleterre,. C'est lors d'un séjour dans ce dernier pays qu'elle rencontre la famille de John Ellis. Elle se marie le 14 septembre 1908 avec le fils Harold dont elle aura trois enfants et dont elle divorce après la Première Guerre mondiale. Elle demeure cependant en Angleterre à l'exception de courts retours au Canada.   
Elle a baptisé plusieurs sites le long de la rivière George, comme les Pyramides, les collines Bridgman, les collines Hadès, la colline Wedge ainsi que le lac Hubbard, source de la rivière George, en l'honneur de son mari.
En 1936, à 66 ans, Mina Hubbard prend part à une expédition en canoë sur la Rivière Moose, dans le nord de l'Ontario, aux côtés de George Elson.

### Fin de vie
Elle meurt le 4 mai 1956, à 86 ans, en Angleterre, percutée par une locomotive, en banlieue de Londres.
Mina Benson Hubbard Ellis est désignée personne d'importance historique nationale en 2018.